# Proydras Market
Poydras Market, også kendt som Poydras Street Market, var et tidligt markedsområde i New Orleans, Louisiana.
Det var placeret på Poydras Street over for Maylie's Restaurant. Området blev hypppigt beskæftigt med besøg af prominente familier.
Den 6. februar 1897 indgav tolv af disse familier at andragende til Public Order Committee imod at indlemme Poydras' and Lafayettes gader indenfor New Orleans' begrænse. De begrundede det med, at gaderne brugtes af div. familier som rute til Poydras Market. Long argues that they really wanted to keep the market and their neighborhoods segregated from the less respectable denizens of New Orleans proper.
Det tidligere Poydras Market er nu en del af New Orleans Central Business District.